# Kumru (district)
Kumru is een Turks district in de provincie Ordu en telt 32.976 inwoners (2007). Het district heeft een oppervlakte van 362,6 km². Hoofdplaats is Kumru.
De bevolkingsontwikkeling van het district is weergegeven in onderstaande tabel.
| 1997   | 2000   | 2007   |
| ------ | ------ | ------ |
| 36.295 | 44.307 | 32.976 |